# Floursies
Floursies ist eine französische Gemeinde im Département Nord in der Region Hauts-de-France. Sie gehört zum Kanton Avesnes-sur-Helpe im Arrondissement Avesnes-sur-Helpe. Die Bewohner nennen sich Floursiciens oder Floursiciennes. 

## Geografie
Die Gemeinde Floursies liegt im Regionalen Naturpark Avesnois, elf Kilometer südlich von Maubeuge. Das Gemeindegebiet wird vom Flüsschen Tarsy durchquert. Sie grenzt im Norden an Beaufort, im Nordosten an Wattignies-la-Victoire, im Osten an Beugnies, im Süden und im Westen an Dourlers sowie im Nordwesten an Éclaibes.

## Bevölkerungsentwicklung
| Jahr                       | 1962 | 1968 | 1975 | 1982 | 1990 | 1999 | 2008 | 2013 | 2020 |
| Einwohner                  | 153  | 139  | 127  | 136  | 129  | 129  | 135  | 136  | 127  |
| Quellen: Cassini und INSEE |      |      |      |      |      |      |      |      |      |

## Sehenswürdigkeiten
- Kirche Saint-Remi
- Brunnen Saint-Éloy, Monument historique
- Gefallenendenkmal
- Orarorien Saint-Antoine und Saint-Julien

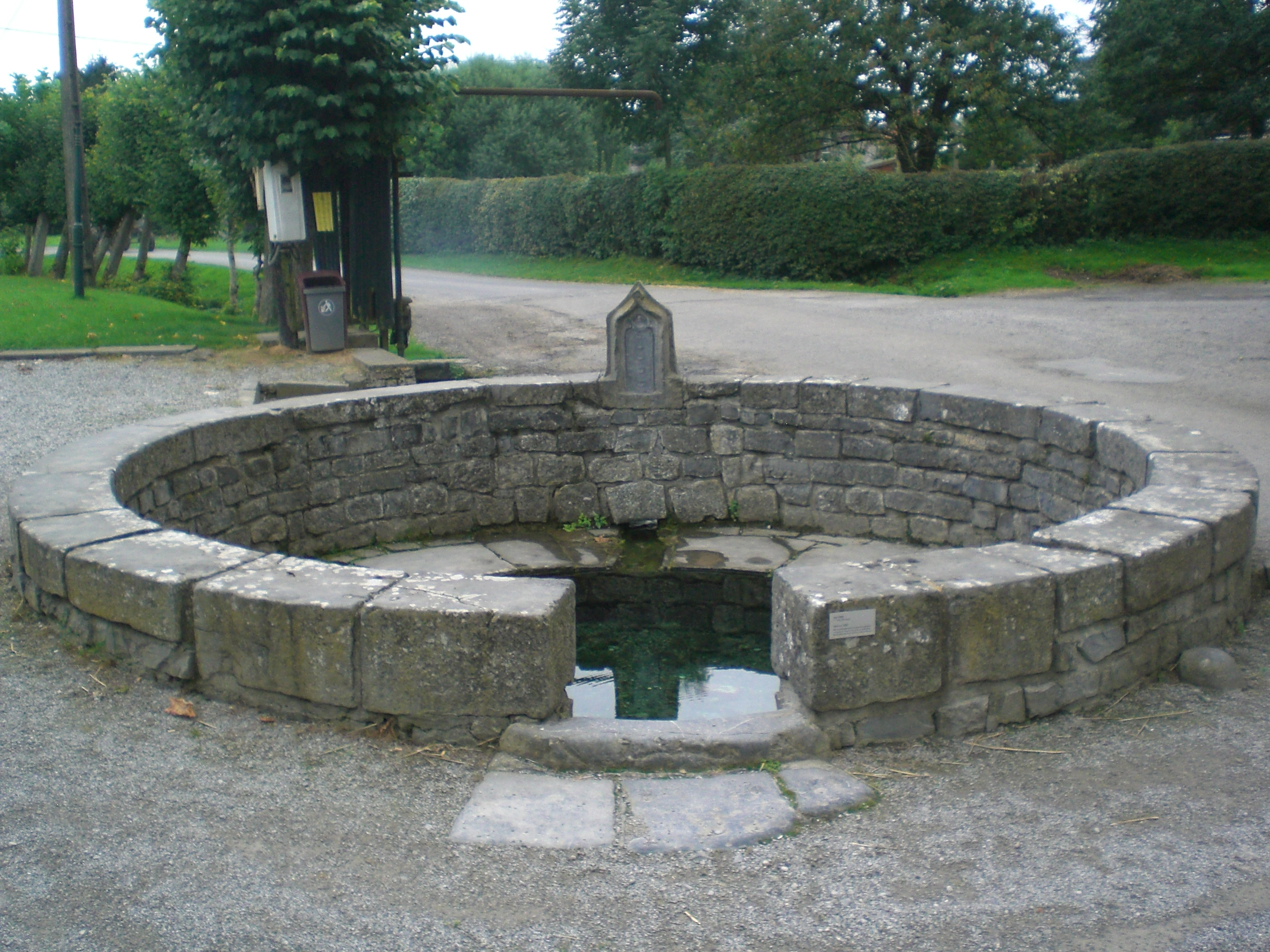
Fontäne Saint-Éloy
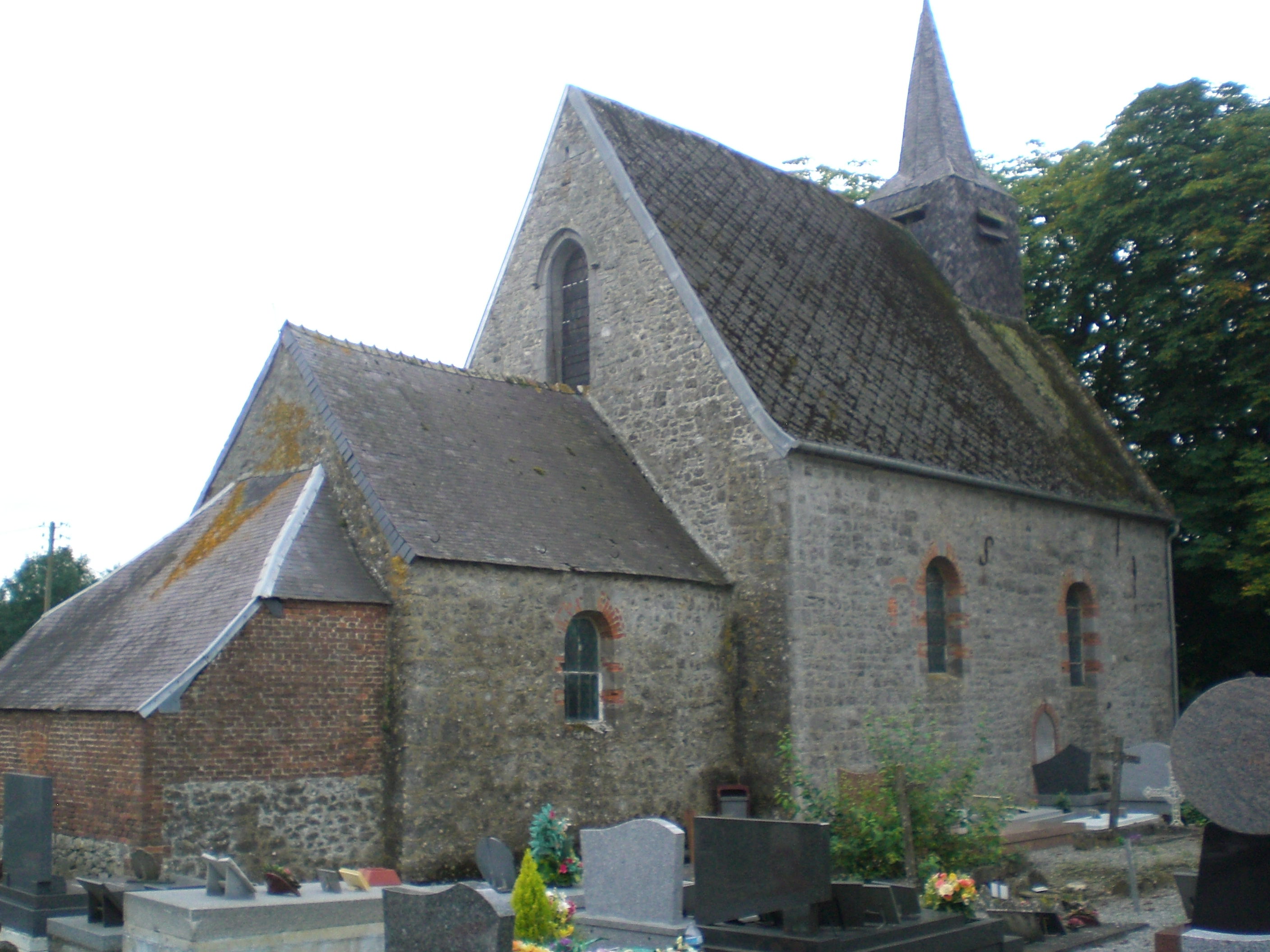
Kirche Saint-Remi
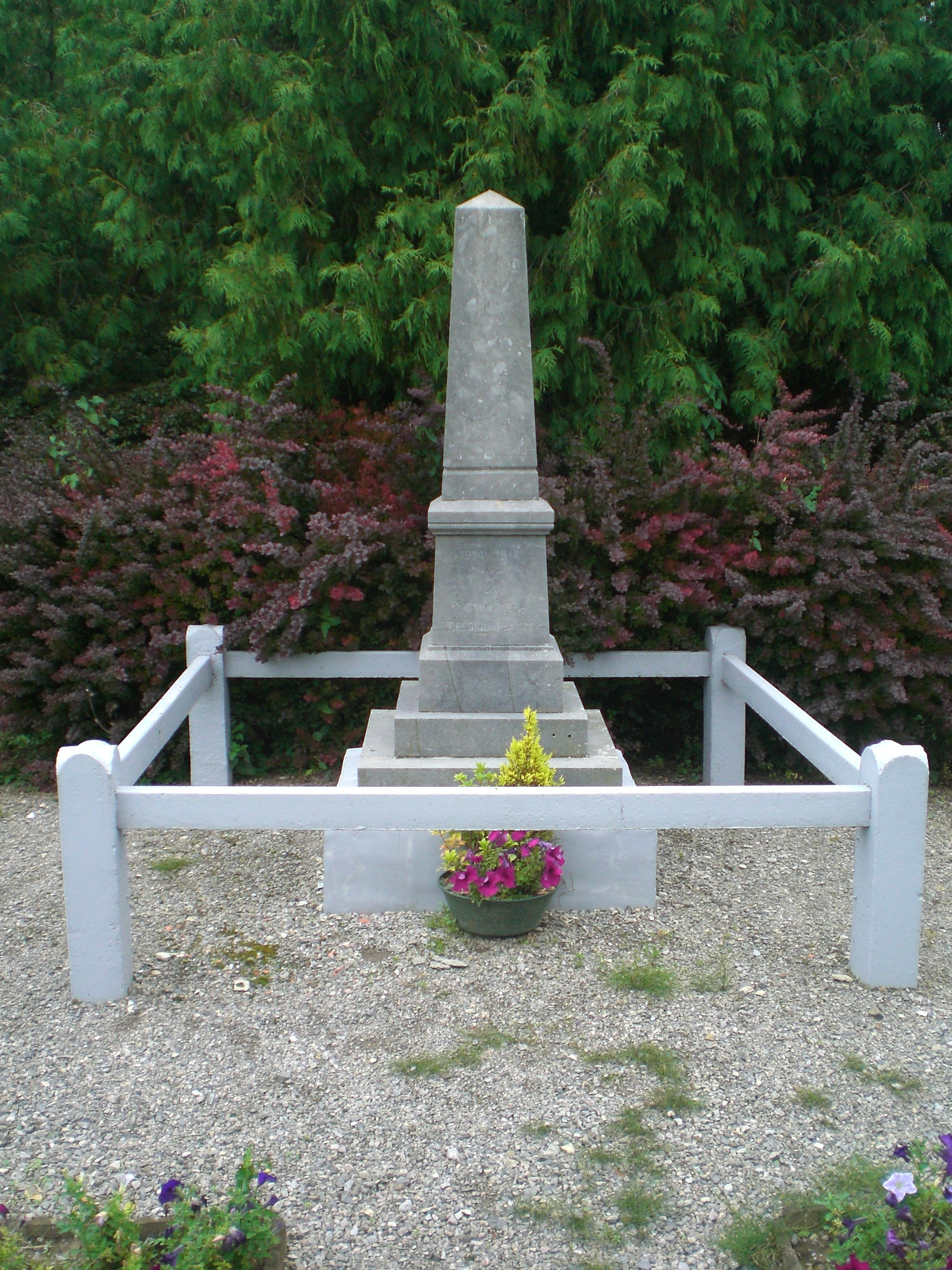
Gefallenendenkmal